# Jo Boyer

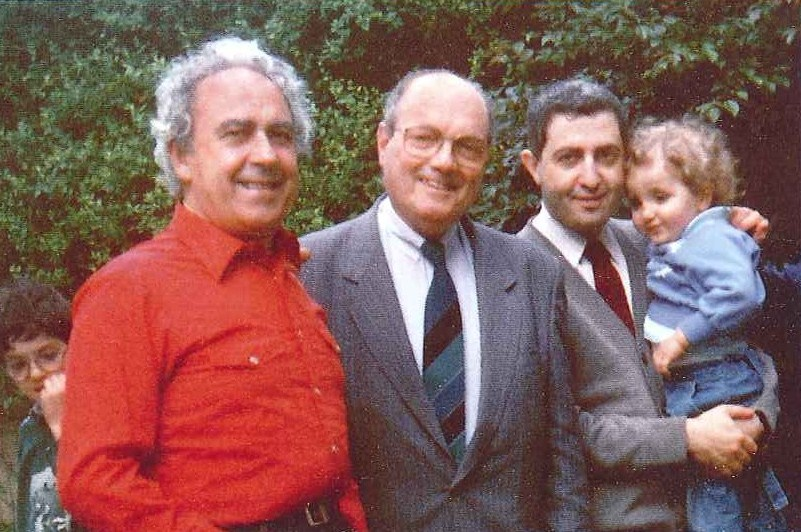
Jo Boyer (links) mit dem Produzenten Pierre-Marcel Ondher und dem Bandleader Serge Elhaïk (1989)

Joseph „Jo“ Auguste Eugène Boyer (* 14. September 1922 in Perpignan; † 24. August 2000 ebenda) war ein französischer Musiker (Trompete, Arrangement, Komposition) und Orchesterleiter im Bereich des Jazz und der Unterhaltungsmusik.

## Leben
Boyer leitete in der Zeit der Besetzung Frankreichs im Zweiten Weltkrieg ein eigenes Orchester, das im Pariser Nachtclub Parnasse auftrat. In der Nachkriegszeit arbeitete er u. a. mit Django Reinhardt („Minor Blues“, 1947), André Hodeir (1949), Charles Trénet und Jacques Tati. Als Arrangeur war er 1952 für Dizzy Gillespie tätig, als dieser mit einer Bigband (u. a. mit Arnold Ross, Jean-Jacques Tilché und Joe Benjamin) im Pariser Théâtre des Champs-Élysées auftrat. In den 1950er-Jahren spielte er mit Stéphane Grappelli, Germaine Sablon, Eddie Constantine, Caterina Valente und Joey Negro. Im Bereich des Jazz war er zwischen 1947 und 1959 an 18 Aufnahmesessions beteiligt. In den 1950er-Jahren arbeitete Boyer erneut mit eigenem Orchester, mit dem er Sänger und -innen wie Henri Salvador („Tout est tranquille“), Jacqueline François (chante ses derniers succès) und André Claveau bei Plattenaufnahmen begleitete.
Boyer schrieb Songs wie „Quand passent les majorettes“ (mit Jean Eigel). Mit Eddie Barclay wirkte Boyer am Soundtrack des Spielfilms Bob le flambeur (1956, Regie Jean-Pierre Melville) mit; außerdem trat er mit Henri Salvador als Musiker in Claude Sautets Die tolle Residenz (1956) auf.